# Cadel Evans Great Ocean Road Race 2020

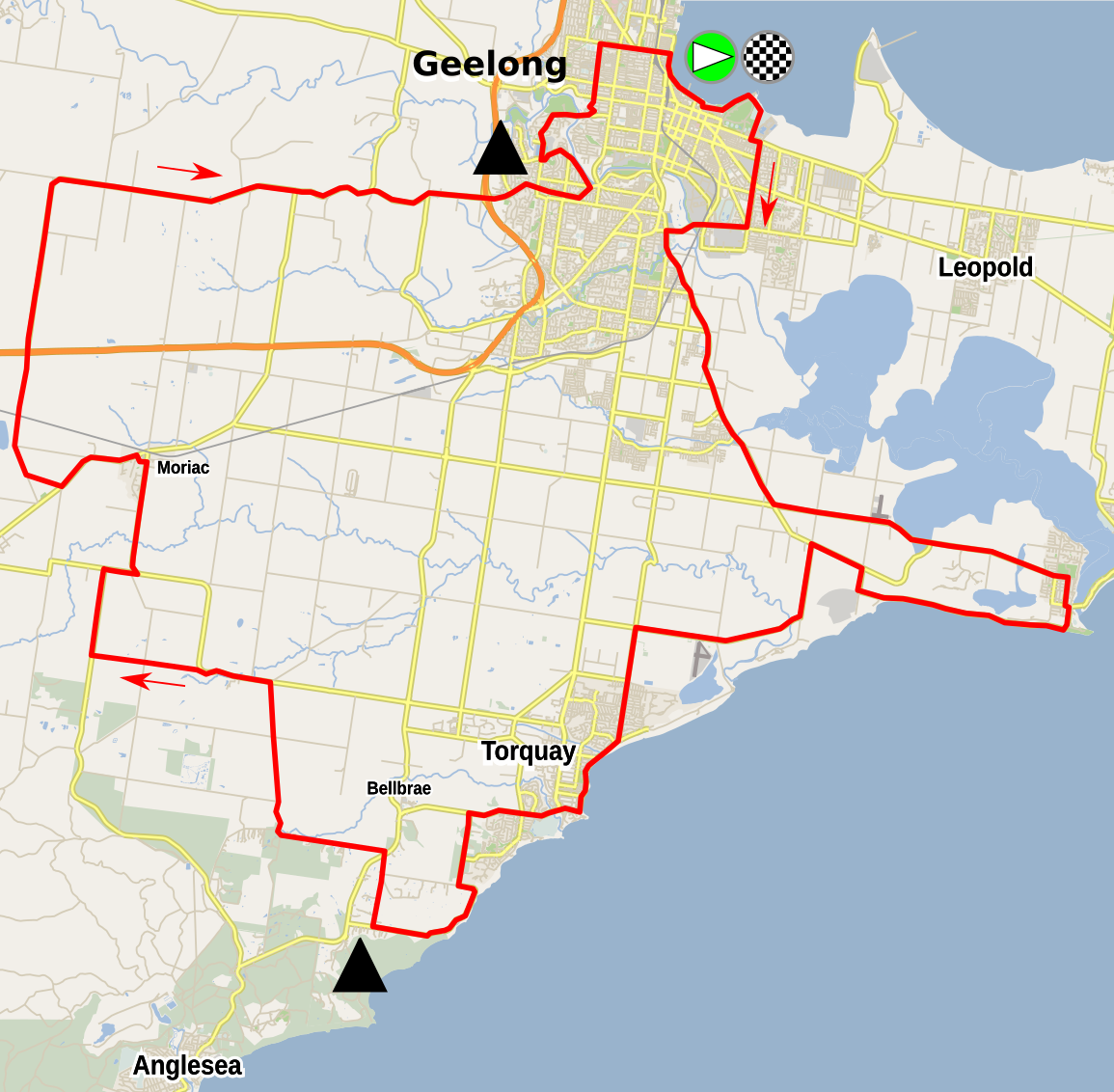
carte du Cadel Evans Great Ocean Road Race femme

La 6e édition de la Cadel Evans Great Ocean Road Race a lieu le 2 février 2020, sur un parcours de 171 kilomètres autour de Geelong, en Australie. Elle fait partie du calendrier UCI World Tour 2020 en catégorie 1.UWT et constitue sa deuxième épreuve, une semaine après la fin du Tour Down Under.

## Présentation

### Parcours
Le parcours ressemble en partie à celui des championnats du monde de 2010 à Melbourne. Le circuit a été conçu par l'ancien cycliste professionnel Scott Sunderland, sous la supervision de Cadel Evans. La course commence dans la banlieue de Geelong's Waterfront, puis le peloton parcourt les 30 premiers kilomètres jusqu'à la ville de Barwon Heads, lieu de résidence de Cadel Evans. Plus tard, la course se déplace à travers la côte du Pacifique où le vent joue un facteur déterminant pour les cyclistes.
Ensuite, le parcours se dirige vers Torquay, haut lieu du tourisme en Australie. Les coureurs empruntent, la célèbre Great Ocean Road, qui donne son nom à l'épreuve. Enfin, le peloton se dirige vers un circuit à parcourir trois fois avec différentes côtes. L'arrivée est située à Geelong's Waterfront après 171 kilomètres.

### Équipes
18 équipes sont au départ de la course : 17 WorldTeams et une ProTeam. 
| WorldTeams (15)- AG2R La Mondiale - Bahrain McLaren - Bora-Hansgrohe - CCC Team - Cofidis - Deceuninck-Quick Step - EF Pro Cycling - Israel Start-Up Nation - Lotto Soudal - Mitchelton-Scott - NTT Pro Cycling - Ineos - Team Sunweb - Trek-Segafredo - Groupama-FDJ Équipe nationale sponsorisée- Korda Mentha Real Estate Australia |
| |

## Classements

### Classement de la course
| \| Classement général \| Classement général \| Classement général \| Classement général \| Classement général \| \| Coureur \| Coureur \| Pays \| Équipe \| Temps \| \| ------------------ \| ------------------ \| ------------------ \| --------------------- \| ------------------ \| \| 1er \| Dries Devenyns \| Belgique \| Deceuninck-Quick Step \| 4 h 05 min 49 s \| \| 2e \| Pavel Sivakov \| Russie \| Team Ineos \| + 0 s \| \| 3e \| Daryl Impey \| Afrique du Sud \| Mitchelton-Scott \| + 4 s \| \| 4e \| Jens Keukeleire \| Belgique \| EF Pro Cycling \| + 4 s \| \| 5e \| Dylan van Baarle \| Pays-Bas \| Team Ineos \| + 4 s \| \| 6e \| Jay McCarthy \| Australie \| Bora-Hansgrohe \| + 4 s \| \| 7e \| Caleb Ewan \| Australie \| Lotto-Soudal \| + 25 s \| \| 8e \| Marco Haller \| Autriche \| Bahrain McLaren \| + 25 s \| \| 9e \| Elia Viviani \| Italie \| Cofidis \| + 25 s \| \| 10e \| Simon Yates \| Royaume-Uni \| Mitchelton-Scott \| + 25 s \| |                  |                |                       |                 |
| |                  |                |                       |                 |
| Source : ProCyclingStats |                  |                |                       |                 |
| Classement général |                  |                |                       |                 |
| Coureur | Coureur          | Pays           | Équipe                | Temps           |
| 1er | Dries Devenyns   | Belgique       | Deceuninck-Quick Step | 4 h 05 min 49 s |
| 2e | Pavel Sivakov    | Russie         | Team Ineos            | + 0 s           |
| 3e | Daryl Impey      | Afrique du Sud | Mitchelton-Scott      | + 4 s           |
| 4e | Jens Keukeleire  | Belgique       | EF Pro Cycling        | + 4 s           |
| 5e | Dylan van Baarle | Pays-Bas       | Team Ineos            | + 4 s           |
| 6e | Jay McCarthy     | Australie      | Bora-Hansgrohe        | + 4 s           |
| 7e | Caleb Ewan       | Australie      | Lotto-Soudal          | + 25 s          |
| 8e | Marco Haller     | Autriche       | Bahrain McLaren       | + 25 s          |
| 9e | Elia Viviani     | Italie         | Cofidis               | + 25 s          |
| 10e | Simon Yates      | Royaume-Uni    | Mitchelton-Scott      | + 25 s          |

### Classements UCI
La course attribue des points au Classement mondial UCI 2020 selon le barème suivant.
| Position           | 1er | 2e  | 3e  | 4e  | 5e  | 6e  | 7e | 8e | 9e | 10e | 11e | 12e | 13e | 14e | 15e à 20e | 21e à 30e | 31e à 50e | 51e à 55e | 56e à 60e |
| Classement général | 300 | 250 | 215 | 175 | 120 | 115 | 95 | 75 | 60 | 50  | 40  | 35  | 30  | 25  | 20        | 12        | 5         | 2         | 1         |

## Liste des participants
- Liste de départ